# Acrobasis saalmulleri
Acrobasis saalmulleri is een vlinder van de familie van de snuitmotten (Pyralidae). De wetenschappelijke naam van deze soort is voor het eerst voorgesteld als Mahela saalmulleri door Émile Louis Ragonot in een publicatie uit 1888.
De soort komt voor op Madagaskar.